# Moreton Corbet Castle
Moreton Corbet Castle är ett slott i Storbritannien.   Det ligger i grevskapet Shropshire i riksdelen England, i den södra delen av landet, 220 km nordväst om huvudstaden London. Moreton Corbet Castle ligger 70 meter över havet.
Terrängen runt Moreton Corbet Castle är platt. Runt Moreton Corbet Castle är det tätbefolkat, med 356 invånare per kvadratkilometer. Närmaste större samhälle är Telford, 19,6 km sydost om Moreton Corbet Castle. Trakten runt Moreton Corbet Castle består till största delen av jordbruksmark.